# Maciej Łasicki
Maciej Łasicki   (Gdańsk, 12 d'octubre de 1965) és un remer polonès, ja retirat, que va competir durant les dècades de 1980 i 1990.
El 1992 va prendre part en els Jocs Olímpics d'Estiu de Barcelona, on va guanyar la medalla de bronze en la prova del quatre amb timoner del programa de rem.
En el seu palmarès també destaquen tres medalles al Campionat del món de rem, una de plata i dues de bronze, entre les edicions de 1991 i 1995.